# Stullemule
Stullemule es un mod del programa P2P eMule, creado para mejorar la interfaz de usuario de eMule. Al igual que la mayoría de modificaciones del proyecto original incorpora las mejoras de cada nueva versión del eMule, añadiéndole algunas funcionalidades no consideradas de suficiente importancia para añadir al proyecto original o que aún no han sido agregadas. 
Fue creado por Stulle, también creador del mod EMule ScarAngel
Tiene características de los mods EMule MorphXT y EastShare, a las cuales añade nuevas funciones, como un sistema de control para evitar el fraude con el sistema de créditos y un sistema para bloquear spam.

## Curiosidades
Stulle es una palabra alemana que se utiliza en Berlín para "bocadillo"

La última versión es la versión 7.0, basada en la oficial 0.50a
- Datos: Q6134644